# IC 1155
IC 1155 — галактика типу SBbc (компактна витягнута галактика) у сузір'ї Змія.
Цей об'єкт міститься в оригінальній редакції індексного каталогу.